# Уоткинс, Карлтон
Карлтон Э. Уоткинс (англ. Carleton E. Watkins; 1829—1916) — американский фотограф XIX века. В основном занимался пейзажной фотографией. Долина Йосемити была его любимым предметом. Фотографии этой долины, сделанные Уоткинсом, значительно повлияли на решение Конгресса США сохранить Йосемити как национальный парк.

## Биография

### Ранние годы
Карлтон Э. Уоткинс родился 11 ноября 1829 года в Онеонте, штат Нью-Йорк, в семье плотника Джона Уоткинса и его жены Джулии, трактирщицы. Впоследствии у них родились ещё семеро детей. Карлтон был охотником и рыбаком, пел в клубном хоре и в хоре пресвитерианской церкви. Его второе имя является предметом споров: одни источники называют его Юджином (Eugene), а другие — Эммонсом (Emmons).
В 1851 году Уоткинс и его друг детства Коллис Хантингтон переехали в Сан-Франциско в надежде найти золото. Хотя в этом предприятии они не преуспели, оба добились успеха в другом: Уоткинс прославился своим талантом фотографа, а Хантингтон стал одним из «Большой четвёрки» — владельцев Центрально-Тихоокеанской железной дороги. Позже это пригодилось Уоткинсу.

### Начало карьеры
Первые два года в Сан-Франциско Уоткинс не занимался фотографией. Вначале он работал на своего друга Хантингтона, поставляя материалы для горнодобывающих предприятий. Затем он стал продавцом в книжном магазине Джорджа Мюррея, недалеко от студии Роберта Х. Вэнса, известного дагеротиписта. После того, как сотрудник последнего неожиданно уволился с работы, Вэнс, зная приятный характер Уоткинса, предложил ему в своё отсутствие присматривать за студией.
До работы с Вэнсом Уоткинс ничего не знал о фотографии. Вэнс познакомил его с основными элементами этого искусства, планируя по возвращении переснять портреты. Однако, когда Вэнс вернулся, он обнаружил, что Уоткинс, пока его не было, неплохо преуспел в фотографии и его клиенты весьма довольны.

### Признание
К 1858 году Уоткинс был готов начать собственный фотографический бизнес. Он выполнил множество заказов, в том числе «Illustrated California Magazine» для Джеймса Мэйсона Хатчингса и документирование горнодобывающего имения Джона и Джесси Фремонт в Марипоса. Он сделал дагерротипные стереоизображения (два почти идентичных изображения одной и той же сцены, просматриваемые через стереоскоп для создания иллюзии глубины) в «Almaden Quicksilver Mines». Они были использованы в широко разрекламированном судебном процессе, что укрепило репутацию Уоткинса-фотографа.
Уоткинс стал первым, кто сфотографировал водопад и ущелье Онеонта — живописные памятники природы, расположенные в долине реки Колумбия, штат Орегон. Именем Онеонта фотограф назвал их в честь своего родного города.
В июле 1861 года Уоткинс принял решение отправиться в долину Йосемити. Он взял с собой камеру-мамонт, в которой использовались стеклянные пластины размером 18×22 дюйма, и стереоскопическую камеру. Последняя была нужна для того, чтобы придать объекту глубину, а камера с пластиной-мамонт — чтобы запечатлеть больше деталей. Фотограф вернулся с тридцатью пластинами-мамонт и сотней стереонегативов. Это были одни из первых фотографий Йосемити, увиденных на Востоке США. В 1864 году Уоткинс был нанят, чтобы сделать фотографии Йосемити для Калифорнийской государственной геологической службы.
В 1867 году Уоткинс открыл свою первую публичную галерею, которая стала роскошной художественной галереей Йосемити, а также отправил свои фотографии на Всемирную выставку в Париже, где выиграл медаль. Он показал более сотни больших видов Тихоокеанского побережья и более тысячи изображений, ставших доступными благодаря стереоскопии. Несмотря на признание его как художника, Уоткинс не добился успеха как бизнесмен и в конечном итоге потерял галерею в пользу своего кредитора Джей Джей Кука.

### Последующие годы
Уоткинс из-за Кука потерял не только свою студию, но также и всё, что в ней было. Когда Кук и фотограф Исайя Табер возглавили художественную галерею Йосемити, они начали воспроизводить работы Уоткинса, не платя ему за это ничего. В XIX веке не существовало законов об авторском праве на фотографии, и Уоткинс ничего не мог сделать для борьбы с этим плагиатом. Впоследствии он начал воссоздавать утраченные изображения, назвав это «Новой серией».
В 1890-х годах Уоткинс начал терять зрение. Его последний заказ был от Фиби Херст — сфотографировать её Hacienda del Pozo de Verona. Уоткинс не смог завершить эту работу из-за плохого зрения и самочувствия. В 1895—1896 гг. из-за отсутствия работы он уже не мог платить за квартиру. Вместе со своей семьёй он в течение восемнадцати месяцев жил в заброшенном железнодорожном вагоне.
Бо́льшую часть своих работ Уоткинс хранил в студии на Маркет-стрит. Эта студия была разрушена в результате землетрясения и пожара в Сан-Франциско в 1906 году. Бесчисленные фотографии, негативы и бо́льшая часть его стереоскопических изображений безвозвратно пропали. После этой ужасной потери он удалился на ранчо Капай.
Через три года после того, как Уоткинс перебрался на ранчо, он был признан недееспособным и передан на попечение своей дочери Джулии. Она ухаживала за отцом в течение года, а затем, в 1910 году, отправила его в государственную больницу для душевнобольных в Напе, после чего жена Уоткинса Фрэнсис стала называть себя вдовой. Уоткинс умер в 1916 году и был похоронен в безымянной могиле на территории больницы.

## Личная жизнь
Уоткинс познакомился с Фрэнсис Снид, фотографируя в Вирджиния-Сити, штат Невада. В 1878 году между ними завязались романтические отношения. Год спустя, на пятидесятилетие Уоткинса, они поженились. У пары было двое детей: дочь Джулия (1881 г. р.) и сын Коллинз (1883 г. р.).

## Наследие

### Йосемитский национальный парк
Уоткинс часто фотографировал Йосемити и оказал огромное влияние на политиков, обсуждавших сохранение этого природного объекта в качестве национального парка. Благодаря фотографиям Уоткинса долина Йосемити стала культовым памятником природы, у многих людей возникло желание побывать там. Кроме того, эти изображения способствовали превращению Йосемити в национальный парк. Говорили, что сенатор Джон Коннесс приносил фотографии Уоткинса в Конгресс. Их видел и президент Авраам Линкольн, что побудило его подписать в 1864 году Йосемитский грант — законопроект, объявивший долину Йосемити неприкосновенной. Законопроект проложил путь к созданию в 1872 г. Йеллоустонского национального парка и всей системы национальных парков США. Одна из многих гор Йосемити получила название Уоткинс в честь участия Уоткинса в сохранении долины Йосемити.

### Защита окружающей среды
Закон 1864 года, подписанный Линкольном, часто рассматривается как начало защиты окружающей среды в американской политике, и работы Уоткинса представляют собой важную часть этого процесса, так как оказали огромное влияние в дело сохранения Йосемити и начало создания системы национальных парков. Фотографии Уоткинса запечатлевали природу так, что это привлекало внимание американцев. Он создавал возвышенные образы дикой природы, нетронутых человеком пейзажей. Эти изображения стали иконами, которые помогали продвигать идеалы защиты окружающей среды.

### Гигантский гризли
Уоткинс сфотографировал одно из гигантских деревьев секвойи в Калифорнии, названное Гигантским гризли. Эта фотография была сделана с использованием одной из его пластин-мамонт, что позволило фотографу запечатлеть всё дерево, чего раньше сделать не удавалось. Уоткинс, помимо создания невиданного ранее образа, был уже очень хорошо известен, и фотография быстро завоевала популярность. Несмотря на то, что Уоткинс ратовал за сохранение деревьев, то, как его фотографии захватили американскую публику, поспособствовало росту туризма в этом районе, что, в свою очередь, привело к более широкой коммерциализации и, вследствие этого, к уменьшению количества гигантских секвой.